# Речица (Карачевский район)
Речица — село в Карачевском районе Брянской области в составе Ревенского сельского поселения.

## География
Находится в восточной части Брянской области на расстоянии приблизительно 20 км по прямой на юг-юго-запад от районного центра города Карачев.

## История
Упоминалось с XVII века как село. Михайловская церковь известна с первой половины XVIII века, в 1804 году была построена каменная церковь Рождества Богородицы (разрушена в 1943). В XVIII—XIX веках — владение Веревкиных, Вяликовых, Емельяновых, Гриневых, Прокофьевых и др. В середине XX века работали колхозы «Пролетарский путь», «Ключевая гора». В 1866 году здесь (село Карачевского уезда Орловской губернии) было учтено 49 дворов.

## Население
Численность населения: 531 человек (1866 год), 64 человека в 2002 году (русские 100 %), 50 в 2010.